# Alexandra von Teuffenbach
Alexandra von Teuffenbach (Padova, 1971) è una teologa italiana di fede cattolica.
Nel 2005 è stata una delle prime donne a completare la formazione da esorcista presso il collegio dei Legionari di Cristo, il Regina Apostolorum di Roma. 
Nel 2006 e 2011 ha pubblicato in tedesco i diari conciliari di Sebastian Tromp. In diverse pubblicazioni e libri editi a stampa, ha rivelato i reali motivi dell'esilio di Josef Kentenich, scoprendo documenti inediti relativi al suo caso.

## Biografia
Alexandra von Teuffenbach ha studiato filosofia e teologia presso la Pontificia Università Gregoriana a Roma, conseguendo il baccalaureato nel '92 e la licenza nel '97. Nel 2002 il dottorato in teologia con una tesi sulla costituzione della Chiesa del Concilio Vaticano II, realizzata sotto la supervisione di Karl Josef Becker.
Successivamente, ha studiato archivistica alla Scuola vaticana di paleografia diplomatica e archivistica, superando nel 2003 l'esame per ricoprire tale ruolo nell'Archivio segreto vaticano. Nel 2005 è stata una delle prime donne a completare la formazione da esorcista presso il collegio dei Legionari di Cristo, il Regina Apostolorum di Roma. 2 Nel 2007 ha conseguito la licenza in storia della Chiesa all'Università Gregoriana.
Teuffenbach ha insegnato dogmatica e storia della Chiesa al Pontificio Ateneo Regina Apostolorum di Roma. Dopo l'apertura degli archivi vaticani relativamente a papa Pio XII, nell'estate del 2020 ha rivelato in diverse pubblicazioni su stampa e libri i reali motivi dell'esilio di Josef Kentenich, il fondatore del Movimento di Schoenstatt, da parte delle autorità ecclesiastiche all'inizio degli anni '50.  Biografa di Sebastian Tromp, che lo aveva fatto bandire dalla qualifica di visitatore papale, si è imbattuta in documenti inediti relativi al caso Kentenich.

## Opere
- Die Bedeutung des subsistit in (LG 8): zum Selbstverständnis der katholischen Kirche, (Dissertation) München 2002, ISBN 3-8316-0187-9.
- Aus Liebe und Treue zur Kirche: eine etwas andere Geschichte des Zweiten Vatikanums. Morus, Berlin 2004, ISBN 3-87554-398-X.
- Papst Johannes XXIII. begegnen. Sankt-Ulrich-Verlag, Augsburg 2005, ISBN 3-936484-47-3.
- Sebastian Tromp S.J. Konzilstagebuch mit Erläuterungen und Akten aus der Arbeit der Theologischen Kommission. II. Vatikanisches Konzil, Bd. I/1 und I/2 (1960–1962), Pontificia Università Gregoriana, Roma 2006, ISBN 88-7839-057-7.
- Der Exorzismus: Befreiung vom Bösen. Sankt-Ulrich-Verlag, Augsburg 2007, ISBN 3-936484-98-8.
- I papi del XX secolo. edizioni Art, Roma 2008, ISBN 978-88-7879-048-3.
- Eugenio Pacelli. Pio XII tra storia, politica e fede. edizioni ART, Roma 2008, ISBN 978-88-7879-113-8.
- Nennolina schreibt an Gott: Die Briefe der Antonietta Meo. Sankt-Ulrich-Verlag, Augsburg 2010, ISBN 978-3-86744-144-5.
- Pius XII.: neue Erkenntnisse über sein Leben und Wirken. MM Verlag, Aachen 2010, ISBN 978-3-928272-99-5.
- Sebastian Tromp S.J. Konzilstagebuch mit Erläuterungen und Akten aus der Arbeit der Kommission für Glauben und Sitten. II. Vatikanisches Konzil, 
  - Bd. I/1 und I/2 (1960–1962). Verlag Traugott Bautz, Nordhausen 2013, ISBN 978-3-88309-568-4.
  - Bd. II/1 und II/2 (1962–1963). Verlag Traugott Bautz, Nordhausen 2011, ISBN 978-3-88309-625-4.
  - Bd. III/1 und III/2 (1963–1964). Verlag Traugott Bautz, Nordhausen 2015, ISBN 978-3-88309-929-3.
- Pio XII e il Concilio , zusammen mit Nicola Bux und Peter Gumpel. edizioni Cantagalli, Siena 2012, ISBN 978-88-8272-853-3.
- „Vater darf das!“ Eine Archivdokumentation. Verlag Traugott Bautz, Nordhausen 2020, ISBN 978-3-95948-494-7.
- Heribert Schauf – Tagebuch zum zweiten Vatikanischen Konzil (1960–1965). Verlag Traugott Bautz, Nordhausen 2021, ISBN 978-3-95948-548-7.